# Józef Bernstein (1798–1853)
Józef Bernstein (ur. 10 czerwca 1798 w Warszawie, zm. 12 października 1853) – polski lekarz okulista pochodzenia żydowskiego.
Urodził się jako syn Bera Lewina Bernsteina, przemysłowca i kupca bławatnego (ur. 1778, zm. XIX w.?) oraz Debory Szeinfeld (1782-1853). Jego bratem był znany warszawski księgarz Karol Bernstein. Józef Bernstein był z wykształcenia lekarzem okulistą. W 1829 został ordynatorem Starego Szpitala Żydowskiego w Warszawie. Był również członkiem Rady Głównej Opiekuńczej Zakładów Dobroczynnych w Królestwie Polskim. W czasie powstania listopadowego był lekarzem w szpitalach wojskowych. Ogłosił drukiem liczne prace naukowe.
Jego żoną była Dorota Rosen (1808-1839) – córka Izaaka Szymona i siostra Mathiasa, z którą J. Bernstein miał troje dzieci: Kazimierza (1833-1902), Florentynę (1834-1844) i Natalię (ur. 1837).
Pochowany na paryskim cmentarzu Père-Lachaise (Kw. 7,  rz. 1av. Rachel strona prawa , gr . 18 od budynku administracji).
Jego brat Karol jak i syn Kazimierz są pochowani na Cmentarzu Żydowskim przy ul. Okopowej w Warszawie.